# نوک‌شلاقی شکم‌سفید
نوک‌شلاقی شکم‌سفید (نام علمی: Psophodes leucogaster)، که به آن نوک‌شلاقی مالی نیز گفته می‌شود، گونهای از پرندگان تیرهٔ Psophodidae است. این گونه بومی جنوب استرالیا است. این گونه به مدت ۴۰ سال در ویکتوریا دیده یا شنیده نشده بود تا اینکه در سال ۲۰۲۲ ثبت در پارک وحشی بیابان بزرگ انجام شد.